# Picfair Village
Picfair Village ist ein Wohnbezirk im Westen von Los Angeles, Kalifornien. 

## Geographie
Picfair Village wird begrenzt vom Pico Boulevard im Norden, vom Hauser Boulevard im Osten, vom Venice Boulevard im Süden und von der Fairfax Avenue im Westen. 

## Demographie
Im Jahr 2000 lebten in Picfair Village 50 % Farbige, 25 % Latinos, 20 % Weiße nicht Hispanics und 5 % pazifische Inselbewohner.

## Geschichte
Der Name Picfair Village stammt vom Picfair Kino, das an der Ecke zu Pico und Fairfax stand und während der Unruhen in Los Angeles 1992 zerstört wurde.